# Trattoria Chianti
A Chianti Étterem Veszprém kertvárosi övezetében, a belvárostól az egyetemi negyed felé rövid sétával megközelíthető.

## Történelem

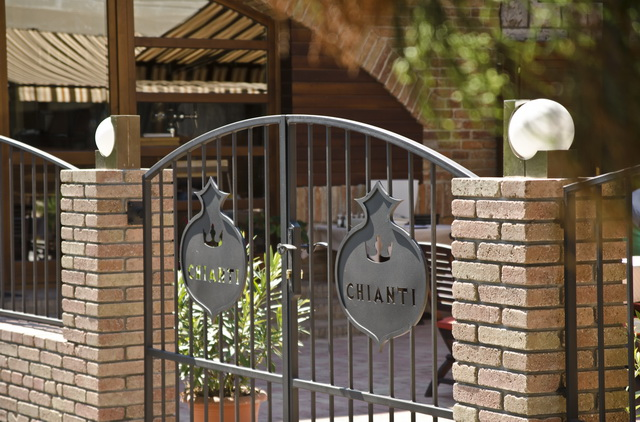
Chianti Étterem terasza

Az étterem 2002 áprilisában nyílt meg. A kezdetektől kiváló, olasz főszakáccsal működő éttermet 2009 októberében az új tulajdonosok neves szakértők bevonásával átalakították, modern, minden igényt kielégítő konyhát alakítottak ki.
2011-ben a terasz teljes átépítése történt meg. 2012-ben a front oldali balkon felújítására, és az éttermet körülvevő növényzet teljes rendbetételére került sor. 2012 harmadik negyedévében kibővült a Chianti Étterem tevékenysége, ugyanis megnyílt a Chianti Gourmet Delicate, mely az étteremben felhasznált minőségi alapanyagok kiskereskedelmi elérhetőségét nyitja meg az érdeklődők előtt.

## Ételek
A 2009-ben átszervezett  Chianti Étterem filozófiája: "Egy vacsoránál épp oly fontos a hely meghittsége, az előzékeny szerviz, mint a felszolgált ételek tálalása és kivételes zamata. Mi, a Trattoria Chianti csapata hisszük, hogy klasszikus szakértelemmel, kitartó odaadással, kifogástalan alapanyagokkal és színvonalas konyhával, szórakoztató élménnyé nemesítjük az itt eltöltött időt." Ételválasztékukban a hangsúlyt a toszkán (olasz) ételekre helyezik, melyet nemzetközi és magyar fogások egészítenek ki.

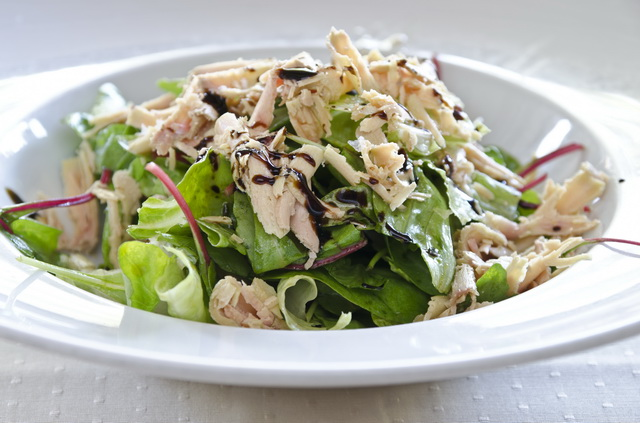
Szarvasgombás libamájszirmocskák zöldsalátára tálalva

 Jelenlegi (2012. nyár) kínálatban szerepel többek között "Füstölt-grillezett kacsamell gyömbéres körtével, tempurában sült pancetta-s újhagymával", "Hideg vodkás-tormás paradicsom consommé garnélafagylalttal", "Bárányhúsos lasagne Pecorino-s parajszószban", "Rozmaringos mangalicaszűz padlizsán piccata-val és vajas gnocchi-val", "Füstölt-grillezett kacsamell gyömbéres körtével, tempurában sült pancetta-s újhagymával", "Csokoládékrém sárgadinnye salátával, mézes kacsamájfagylalttal".
Így írt róluk a Dining Guide Magazin 2011 tavaszán: "Innovatív kreációk, trendi megjelenítések jellemzik a hagyományos magyar ételeket. Az olasz ételek és pizzák hozzák a tőlük megszokott minőséget. A Chiantiban láthatólag ki vannak találva a dolgok. Nagy odafigyeléssel, kitartással becsülik meg az ide járó törzsközönséget." E mértékadó, független gasztronómiai portál 2012. év eleji értékelésében a következőket írta: "A Chianti olyan hely, amely kedves emlékké nemesül s ahova mindig szívesen térnénk, térünk vissza. Van hangulata, előzékeny a kiszolgálás, van arculat s van választék. Nem feszélyez, de van lezser eleganciája. Nem mellesleg: az ételek a magyar átlag fölött teljesítenek..."
Alapvetően környékbeli alapanyagokkal dolgoznak, de némelyeket külföldről szereznek be.

## Személyzet
Az étterem séfje (executive chef) Ruprecht László, aki főképpen az ételkreációkért felelős. Séfhelyettese (sous-chef) Nagy Krisztián. Az étterem vezető sommelier-je Gősi Balázs, étteremvezetője Martonosi Zsolt.

## Díjak, elismerések, tesztek
A Népszabadság Az 50 legjobb étterem Magyarországon kiadványa 2012-ben 29. helyre sorolta a Chianti Éttermet.
A Dining Guide Étteremkalauz 2012-ben 11,5 pontra értékelte, ezzel a legjobb 15 vidéki étterem közé sorolta a Chianti Éttermet.
A Gault Millau Étteremkalauz 2012-ben 12 pontra értékelte a Chianti Éttermet.
A Dining Guide 2012. év eleji étteremtesztje.
2011-ben a Chianti Éttermet a Dining Guide Magazin beválasztotta Magyarország hét legígéretesebb vidéki étterme közé.
Alexandra Kiadó Étteremkalauza 2011-ben 11,5 pontra értékelte, ezzel a legjobb tizenöt vidéki étterem közé rangsorolta.
Heti Válasz éttermi rovata szerint a Chianti Étterem Magyarország tíz legjobb olasz étterme közé tartozik.
Kísérleti Konyha gasztroblog értékelése.
A Gusto Magazin értékelése.